# Bisceglie Calcio a 5 2011-2012
Nel 2011-12 il Bisceglie disputato il campionato di Serie A di calcio a 5.

## Maglie e Sponsor
Il Partner tecnico per la stagione 2011-2012 è Joma, mentre lo sponsor ufficiale è RAMS 23.
| casa | Trasferta | Terza divisa | Quarta divisa |

## Calciomercato

### Sessione estiva
| Kaká              | Megara Augusta    |
| Guillherme Favero | Adriatica Pescara |
| Márcio Borges     |                   |

| Nicola Pedone | Real Molfetta |

### Sessione invernale
| Franco Antonelli | Modugno   |
| Ignacio Caviglia | Cartagena |

| Jeffe           | Marca         |
| Carioca         | Real Rieti    |
| Alberto Pedone  | Salinis       |
| Mauro Garofoli  | Città di Bari |
| Alberto Tortora | Città di Bari |

## Organigramma
- Eugenio Pedone - Presidente
- Alfonso Russo - Presidente onorario
- Giuliano Mastrototaro - Vicepresidente
- Gianluca Valente  - Addetto Stampa

- Leopoldo Capurso - Allenatore
- Roberto Chiereghin - Vice allenatore
- Giulio Fata - Medico

## Rosa
| N° | Naz.                 | Ruolo      | Sportivo                 | Anno     |  |  |
| -- | -------------------- | ---------- | ------------------------ | -------- |  |  |
| 99 | Italia (bandiera)    | Portiere   | Antonio Di Benedetto     | 11.11.75 |  |  |
| 2  | Brasile (bandiera)   | Portiere   | Laion Freitas            | 28.05.89 |  |  |
| 10 | Brasile (bandiera)   | Universale | Matheus Clayton          | 14.02.84 |  |  |
| 7  | Italia (bandiera)    | Laterale   | Domenico De Gennaro      | 12.10.92 |  |  |
| 6  | Brasile (bandiera)   | Laterale   | Márcio Borges            | 26.08.90 |  |  |
| 13 | Brasile (bandiera)   | Laterale   | Guillherme Chagas Favero | 23.05.89 |  |  |
| 8  | Brasile (bandiera)   | Laterale   | Barbosa Enrique Mocellin | 15.06.88 |  |  |
| 11 | Italia (bandiera)    | Difensore  | Franco Antonelli         | 26.04.81 |  |  |
| 25 | Italia (bandiera)    | Universale | Francesco De Cillis      | 1985     |  |  |
| 16 | Brasile (bandiera)   | Pivot      | Kaká                     | 16.12.87 |  |  |
| 17 | Italia (bandiera)    | Pivot      | Cesare Pedone            |          |  |  |
| 18 | Argentina (bandiera) | Laterale   | Ignacio Caviglia         | 27.03.86 |  |  |

## Statistiche

### Statistiche di squadra
| Competizione | Punti | In casa | In casa | In casa | In casa | In trasferta | In trasferta | In trasferta | In trasferta | Totale | Totale | Totale | Totale | Totale | Totale |
| Competizione | Punti | G       | V       | N       | P       | G            | V            | N            | P            | G      | V      | N      | P      | Gf     | Gs     |
| ------------ | ----- | ------- | ------- | ------- | ------- | ------------ | ------------ | ------------ | ------------ | ------ | ------ | ------ | ------ | ------ | ------ |
| Campionato   | 30    | 13      | 6       | 2       | 5       | 13           | 3            | 1            | 9            | 26     | 9      | 3      | 14     | 75     | 88     |
| Play-off     | -     | -       | -       | -       | -       | -            | -            | -            | -            | -      | -      | -      | -      | -      | -      |
| Coppa Italia | -     | -       | -       | -       | -       | -            | -            | -            | -            | 1      | 0      | 0      | 1      | 3      | 4      |
| Totale       |       | 13      | 6       | 2       | 5       | 13           | 3            | 1            | 9            | 27     | 9      | 3      | 15     | 78     | 92     |